# 文森特·亚瑟·史密斯
文森特·亚瑟·史密斯（1848年6月3日—1920年2月6日）是一位爱尔兰历史学家和印度学家，主要作品有《阿育王：一部孔雀王国史》（Asoka, the Buddhist Emperor of India，1901年）等。